# Guerxon
|  | No s'ha de confondre amb Guerxom. |

Segons l'Èxode, capítol sisè, Guerxon (en hebreu גֵּרְשֹׁם בן-לֵוִי Gērəšōm ben Lēwî) va ser el primogènit de Leví, fill del patriarca Jacob.
Guerxon és comptat entre els hebreus que segons la Bíblia van emigrar des de Canaan a Egipte amb la família de Jacob.
Els seus fills, ja nascuts a Egipte, van ser:
- Libní o Ladan, pare de:
  - Jehiel, el primer
  - Zetam
  - Joel
- Mixmí o Ximí, pare de:
  - Jàhat, pare de Ximí, pare de Zimmà, pare d'Etan, pare d'Adaià, pare de Zèrah, pare d'Etní, pare de Malquià, pare de Baasseià, pare de Micael, pare de Ximà, pare de Berequiahu, pare d'Assaf, el cantor escollit pel Rei David per entonar càntics al temple de Jerusalem.[3]
  - Zizà
  - Jeuix
  - Berià